# Différend gazier entre la Russie et l'Union européenne de 2022
Le différend gazier entre la Russie et l'Union européenne de 2022 a lieu depuis mars 2022 à la suite de l'escalade de la guerre russo-ukrainienne qui se produit fin février avec l'invasion de l'Ukraine par la Russie, alors que la Russie et les principaux pays de l'Union européenne s'affrontent sur la question du paiement du gaz naturel par pipeline exporté vers l'Europe par le groupe russe Gazprom.

## Contexte

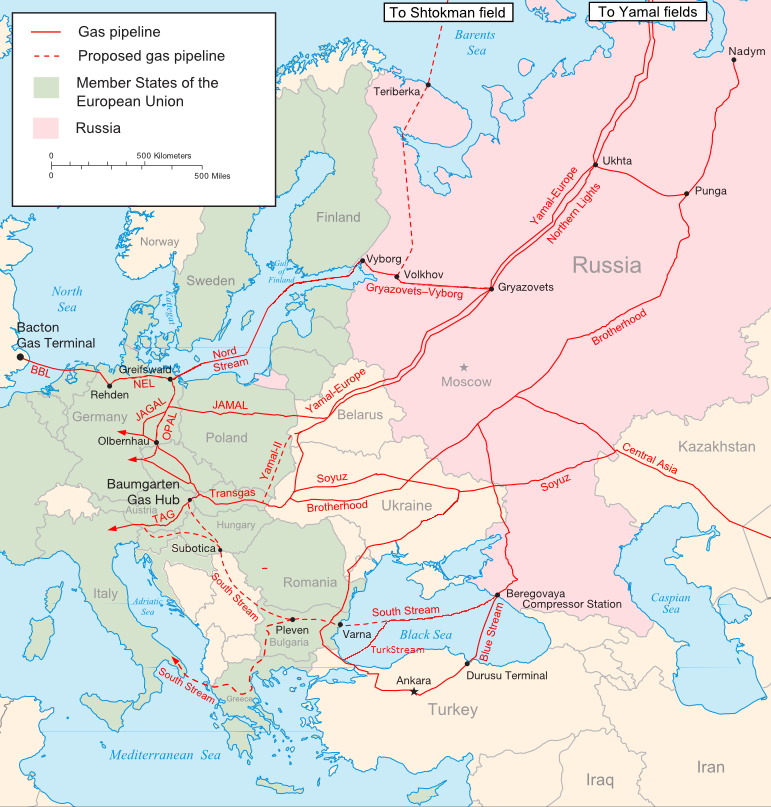
Principaux gazoducs de la Russie vers l'Europe.

À la suite de l'invasion de l'Ukraine par la Russie en février 2022, les États-Unis, l'Union européenne et d'autres pays ont introduit ou considérablement étendu des sanctions pour couper « certaines banques russes » du réseau SWIFT. Les paiements pour l'énergie et les matières premières ont été largement épargnés par ces mesures.
Les avoirs de la Banque centrale de Russie détenus dans les pays occidentaux ont été gelés. La banque centrale n'a pas pu accéder à plus de 400 milliards de dollars de réserves de change détenues à l'étranger,. L'administration Biden a initialement permis à la Russie de continuer à réaffecter les fonds substantiels qu'elle a conservés dans les institutions financières américaines pour effectuer les paiements requis sur sa dette souveraine, mais le 4 avril, le département du Trésor a interdit à la Russie de retirer des fonds détenus dans des banques américaines pour rembourser ses dettes. La Russie, qui détient 630 milliards de dollars de réserves de change, n'a donc pas été en mesure de rembourser sa dette en dollars américains ou en euros comme elle était contractuellement tenue de le faire.
Deux obligations libellées en dollars émises par le gouvernement russe sont arrivées à échéance le 4 avril 2022. Le 5 avril, la Russie a tenté de payer ses détenteurs d'obligations avec des dollars provenant de 600 millions de dollars de réserves détenues dans des banques américaines, mais celles-ci ont été bloquées par les États-Unis dans le cadre des sanctions contre la Russie pour son invasion de l'Ukraine. En avril 2022, la Russie a fait défaut sur sa dette extérieure (en) en ne payant pas ses obligations en dollars américains. L'agence de crédit S&P Global a déclaré que la Russie était en « défaut sélectif » parce qu'elle a tenté de payer des obligations sur des dettes libellées en dollars en roubles, qui n'ont pas pu être convertis en « dollars équivalents aux montants initialement dus ». Un défaut sélectif se produit si un emprunteur manque à des obligations spécifiques mais pas à la totalité de sa dette,.

## Demande de paiement en roubles
En réponse à une nouvelle série de sanctions sévères introduites par les pays de l'UE contre la Russie, le président russe Vladimir Poutine a annoncé le 23 mars 2022 qu'il avait pris une décision selon laquelle les paiements pour le gazoduc russe seraient remplacés par "les devises qui avaient été compromises" (dollar américain et euro) aux paiements en roubles vis-à-vis des "pays hostiles" précédemment formellement désignés, y compris tous les États de l'Union européenne. Le 28 mars, il a ordonné à la Banque centrale de Russie, au gouvernement et à Gazprom de présenter des propositions d'ici le 31 mars pour les paiements de gaz en roubles en provenance de "pays hostiles",,. La décision du président Poutine a été interprétée comme visant à obliger les entreprises européennes à soutenir directement la monnaie russe et à ramener la Banque centrale russe dans le système financier mondial après que les sanctions l'ont presque coupée des marchés financiers. L'économiste en chef de la banque ING, Carsten Brzeski, a déclaré à Deutsche Welle qu'il pensait que la demande de gaz en rouble était "une décision intelligente".
Le 28 mars, le ministre allemand de l'Économie, Robert Habeck, a annoncé que les pays du Groupe des Sept avaient rejeté la demande du président russe que le paiement du gaz soit effectué en roubles. Le même jour, le porte-parole du président russe, Dmitri Peskov, a déclaré que la Russie "ne fournirait pas de gaz gratuitement".
Dans la soirée du 29 mars, il a été signalé que les flux physiques de gaz via le gazoduc Yamal-Europe au point allemand de Mallnow étaient tombés à zéro. Le lendemain, le ministre allemand de l'Économie et du Climat, Robert Habeck, a déclenché le niveau "d'alerte précoce" pour l'approvisionnement en gaz, la première étape d'un plan national d'urgence pour le gaz qui impliquait la mise en place d'une équipe de crise composée de représentants des gouvernements fédéraux et des États, les régulateurs et l'industrie privée et cela pourrait, à terme, conduire à un rationnement du gaz. Il a exhorté les allemands à réduire volontairement leur consommation d'énergie afin de mettre fin à la dépendance du pays vis-à-vis de la Russie,. Une étape similaire a été entreprise par le gouvernement autrichien. Pendant ce temps, Gazprom a déclaré qu'il continuait à fournir du gaz à l'Europe via l'Ukraine et que le gaz russe avait également commencé à circuler vers l'ouest via le gazoduc via la Pologne. Le TASS russe a rapporté que le président Poutine avait eu un appel téléphonique avec le chancelier allemand Olaf Scholz pour "l'informer de la décision de passer aux paiements en roubles pour le gaz". Selon le bureau d'Olaf Scholz, le président Vladimir Poutine a déclaré à la chancellerie allemande que les entreprises européennes pouvaient continuer à payer en euros ou en dollars.
Le 31 mars, le président Vladimir Poutine a signé un décret obligeant les acheteurs de gaz russe dans les "pays hostiles" désignés à partir du 1er avril 2022 à créer des "comptes K" spéciaux pour transférer leurs paiements en devises étrangères que Gazprombank convertirait ensuite en roubles, l'intégralité de la facilité de paiement devant être gérée par la banque russe Gazprom, une filiale de Gazprom,.
Les premiers paiements après le 1er avril étaient dus vers la fin avril et en mai. Poutine a déclaré que tout pays refusant d'utiliser le mécanisme de paiement violerait ses contrats et ferait face à des "répercussions correspondantes". Le gouvernement russe considérerait un défaut de paiement comme un défaut et le contrat existant serait résilié. Le décret autorisait des exceptions pour les acheteurs qui leur permettraient de payer comme avant.

## Interruption des livraisons de gaz
Le 26 avril 2022, Gazprom a annoncé qu'elle cesserait de livrer du gaz naturel à la Pologne via le gazoduc Yamal-Europe et à la Bulgarie à partir du lendemain, car les deux pays n'avaient pas effectué les paiements dus à Gazprom en roubles,. La Pologne a déclaré qu'elle ne s'attendait pas à subir des perturbations en raison du fait que ses installations de stockage de gaz naturel étaient pleines à environ 75 % (assurant 40 à 180 jours d'approvisionnement), le gazoduc Pologne-Lituanie devenant opérationnel en mai 2022, et le gazoduc Baltic Pipe (en) entre la Pologne et la Norvège deviendra opérationnel en octobre 2022, ce qui rendrait la Pologne totalement indépendante du gaz russe. La Pologne pourrait également importer du gaz via le terminal GNL de Świnoujście (en) dans la ville de Świnoujście dans l'extrême nord-ouest du pays. Pendant ce temps, la Bulgarie était presque entièrement dépendante du gaz russe.
Le 27 avril 2022, Gazprom a annoncé avoir "complètement suspendu les livraisons de gaz" à l'entreprise polonaise PGNiG et à la bulgare Bulgargaz (en) "en raison de l'absence de paiements en roubles". La Bulgarie, la Pologne et l'Union européenne ont condamné la suspension. L'annonce de la suspension a provoqué une flambée des prix du gaz naturel et le rouble russe a atteint un niveau jamais atteint depuis 2 ans face à l'euro dans le commerce de Moscou.
Le 20 mai 2022, Gazprom a annoncé avoir informé la Finlande qu'à partir de 4 h 0 GMT le lendemain matin (le 21 mai), les livraisons de gaz naturel au pays seraient interrompues en raison du refus du grossiste de gaz appartenant à l'État finlandais de payer en roubles (c'est-à-dire pour se conformer au décret 172). Le gaz naturel représentait 5% de la consommation énergétique annuelle totale de la Finlande, la majorité de ce gaz naturel étant fournie par la Russie.